# 성남시의 향토문화재
성남시의 향토문화재는 성남시 내에 있는 문화재 및 문화재자료로서 국가 및 경기도에서 지정하지 않은 문화재 및 문화재 자료 중 성남시장이 향토유산으로서 역사적, 예술적, 학술적 가치가 크며 향토문화 보존에 필요하다고 인정되어 지정한 다음 각 호의 어느 하나에 해당하는 것을 말한다.
1. 유형문화재 : 건조물·전적·서적·고문서·회화·조각·공예품 등 문화적 소산
2. 무형문화재 : 연극·음악·무용·공예기술 등 무형의 문화적 소산
3. 기념물 : 패총·고분·성지·연지·궁지·요지·유물포함층 등의 사적지와 경승지로서 예술적·경관적 가치가 크거나 동물(그 서식지·번식지·도래지를 포함한다)·식물(그 자생지를 포함한다)·광물·동굴 등
4. 민속자료 : 의식주·생업·신앙·연중 행사 등에 관한 민속·관습과 이에 사용되는 의복·기구·가옥 등

## 지정 목록
| 지정번호 | 그림 | 명칭                                            | 소재지                                     | 소유자 (관리자)                              | 지정일자                                                              | 비고 |
| -------- | ---- | ----------------------------------------------- | ------------------------------------------ | -------------------------------------------- | --------------------------------------------------------------------- | ---- |
| 1호      |      | 정일당강씨묘                                    | 성남시 수정구 금토동 산75(묘지), 661(사당) | 파평윤씨단제공파대종회                       | 1986년 3월 4일 지정                                                   |      |
| 2호      |      | 둔촌이집선생의묘 (遁村李集先生之墓)             | 성남시 하대원동                            | 광주이씨대종회                               | 1993년 8월 2일 지정, 2008년 5월 26일 해제, 경기도 기념물 제219호 승격 |      |
| 3호      |      | 송산조견선생묘                                  | 성남시 중원구 여수동 산30                  | 평양조씨송산공종회                           | 2001년 2월 20일 지정                                                  |      |
| 4호      |      | 금릉남공철묘역                                  | 성남시 수정구 금토동 산66                  | 의령남씨충경공파종회                         | 2002년 12월 16일 지정                                                 |      |
| 5호      |      | 경헌조몽정묘역                                  | 성남시 분당구 서현동 산32                  | 창녕조씨태북경공파부사공종회                 | 2002년 12월 16일 지정                                                 |      |
| 6호      |      | 연성군이곤묘비                                  | 성남시 분당구 판교동 산25-1                | 연안이씨연성군파종회                         | 2004년 10월 25일 지정                                                 |      |
| 7호      |      | 광주이씨묘역                                    | 성남시 중원구 하대원동 산3-1 외            | 광주이씨대종회                               | 2006년 3월 27일 지정                                                  |      |
| 8호      |      | 신종군이효백묘역                                | 성남시 분당구 석운동 임 50-8, 15-12        | 전주이씨덕천군판신종군종회                   | 2008년 9월 17일 지정                                                  |      |
| 9호      |      | 청주한씨 청연공파 묘역 (淸州韓氏 靑蓮公派 墓域) | 성남시 분당구 율동 산9-1                   | 청주한씨청연공파종회                         | 2009년 6월 25일 지정                                                  |      |
| 10호     |      | 덕수이씨의정공파묘역                            | 성남시 수정구 고등동 산37-4, 산37-29       | 덕수이씨의정공파종회                         | 2012년 12월 21일 지정                                                 |      |
| 11호     |      | 판교백제·고구려고분군                           | 성남시 분당구 판교동 499                   | 성남시                                       | 2012년 12월 21일 지정                                                 |      |
| 12호     |      | 판교 통일신라·고려고분군                        | 성남시 분당구 백현동 523                   | 성남시                                       | 2012년 12월 21일 지정                                                 |      |
| 13호     |      | 판교생활유적군(백제~조선시대)                   | 성남시 분당구 판교동 553                   | 성남시                                       | 2012년 12월 21일 지정                                                 |      |
| 14호     |      | 평양조씨 석실공 조철산 묘역                     | 성남시 중원구 여수동 산30                  | 평양조씨송산공종회                           | 2016년 2월 18일 지정                                                  |      |
| 15호     |      | 성남 이무술 집터 다지는 소리                    | 성남시 분당구 이매동 361-3                 | 성남이무술집터다지는소리보존회 (대표:방영기) | 2017년 1월 17일 지정                                                  |      |
| 16호     |      | 성남오리뜰농악                                  | 성남시 분당구 야탑동 319-5                 | 성남오리뜰농악보존회 (대표:강승호)           | 2017년 1월 17일 지정                                                  |      |

## 참고 문헌
- 성남시 홈페이지 - 고시/공고
- 성남시보